# Månteatern
Månteatern är en fri teatergrupp med säte i Lund.
Månteatern producerar föreställningar för alla åldrar men främst för barn och unga. Sedan starten 1986 har teatern satt upp ett 60-tal produktioner. Teatern är medlem i Teatercentrum samt i Kulturmejeriet i Lund och därmed medlem också i det internationella nätverket Trans Europe Halles. Månteatern har stöd från Region Skåne, Statens Kulturråd och Lunds kommun.
Konstnärlig ledare sedan hösten 2014 är Marie Parker Shaw.

## Produktioner

### 2009
- Samson och Roberto av Ingvar Ambjørnsen, dramatiserad av Axel Hellstenius, regi Marika Lagercrantz
- Samproducerade Eurepica Challenge med Belarus Free Theater och Lunds kommun
- Samproducerade Skalliga Sångerskan med Teater Theatron och Teater 23, av Eugène Ionesco, regi Radoslav Milenkovic

### 2010
- Dansa dina dinosaurier av Ann-Sofie Bárány, regi Marie Parker Shaw[3]
- Porslinsnegrer av Dennis Magnusson, regi Dennis Sandin
- En tid – tre liv av Magnus Nylander, regi Eva Wendt